# Scott Mann (homme politique)
Pour les articles homonymes, voir Scott Mann.
Scott Leslie Mann, né le 24 juin 1977 à Wadebridge, est un homme politique conservateur britannique et est député de North Cornwall de 2015 à 2024.
Il est conseiller du quartier Wadebridge West au Conseil de Cornouailles entre 2009 et 2016.

## Jeunesse et carrière
Mann est né le 24 juin 1977 à Wadebridge, Cornouailles, où il grandit. Il fréquente l'école secondaire de Wadebridge. Son père grandit à Bodmin et fait carrière dans la construction de bateaux? Sa mère grandit à St Kew Highway, Cornouailles,. Après avoir quitté l'école à 16 ans, Mann fréquente le St Austell College avant de devenir facteur pour le Royal Mail et est basé au bureau de tri local à Wadebridge.
En 2007, Mann est élu conseiller conservateur de Wadebridge West, siégeant brièvement au conseil du district de North Cornwall avant d'être absorbé par l'autorité désormais unitaire qu'est le conseil de Cornouailles en 2009, lorsqu'il est réélu. En 2013, Mann conserve son siège de conseiller du comté de Wadebridge West.
En février 2012, Mann démissionne de son poste de chef adjoint du groupe conservateur du Conseil de Cornouailles pour protester contre l'utilisation de deniers publics pour financer un projet de stade de sport près de Truro,.

## Député
En 2013, Mann est désigné candidat potentiel du Parti conservateur pour North Cornwall à l'approche des élections générales de 2015.
Il est élu député de la circonscription de North Cornwall aux élections générales de 2015 avec 21 689 voix, battant le député sortant, Dan Rogerson, par 6 621 voix avec un swing d'environ 9 000 voix. Il est le premier député conservateur de la région depuis 1992. Avec Sarah Newton, députée de Truro & Falmouth, il prête le serment parlementaire en langue cornique ,.
À la suite de son élection en tant que député, il démissionne de son poste de conseiller en février 2016. Lors de l'élection partielle qui a lieu en avril 2016, son ancien siège est remporté par la candidate libérale démocrate Karen McHugh.
En novembre 2015, Mann présente un projet de loi d'initiative parlementaire pour donner aux conseils municipaux et paroissiaux le pouvoir de tenir des référendums communautaires pour modifier les limites de vitesse. Le projet de loi reçoit sa deuxième lecture en février 2016, mais comme le gouvernement et l'opposition s'y sont opposés, il est par la suite retiré .
Mann fait campagne pour que le Royaume-Uni quitte l'Union européenne lors du référendum de 2016 sur l'UE.
En juin 2017, Mann est réélu député de North Cornwall à la suite de l'élection générale anticipée, recueillant 23 835 voix et une part de 50,7% des suffrages. Il est nommé secrétaire privé parlementaire (SPP) pour les transports. À la suite du remaniement ministériel en janvier 2018, Mann est nommé PPS au Trésor.
En juillet 2018, Mann présente son deuxième projet de loi d'initiative parlementaire - à savoir le projet de loi sur les eaux de baignade - pour introduire des sanctions contre les compagnies des eaux qui rejettent des eaux usées directement dans la mer.
Le 16 juillet 2018, Mann démissionne de son poste de secrétaire parlementaire privé auprès du Trésor pour protester contre le plan «édulcoré» du Premier ministre Theresa May pour le Brexit. En septembre 2018, il estime que la Première ministre Theresa May "ne pouvait pas diriger leur parti aux prochaines élections générales".
En décembre 2019, Mann est réélu député de North Cornwall, faisant plus que doubler sa majorité à 14752 voix avec 59,4% des voix - en hausse de 8,6 points de pourcentage par rapport à 2017. Peu de temps après son retour au Parlement en janvier 2020, Mann est nommé secrétaire parlementaire privé de Gavin Williamson, secrétaire d'État à l'Éducation.
En janvier 2021, Mann est nommé whip du gouvernement, sous le titre officiel de Lords du Trésor.

## Vie privée
Mann vit à Wadebridge et à Londres,. Il est le vice-président honoraire du Wadebridge Cricket Club. Il est un supporter du Plymouth Argyle FC.